# Trhová Hradská
Trhová Hradská este o comună slovacă, aflată în districtul Dunajská Streda din regiunea Trnava. Localitatea se află la altitudinea de 112 m deasupra n.m., se întinde pe o suprafață de 24,76 km2 și în 2017 număra 2.171 de locuitori.

## Istoric
Localitatea Trhová Hradská este atestată documentar din 1245.

## Demografie
| An:                | 1994 | 2004   | 2014   | 2024   |
| ------------------ | ---- | ------ | ------ | ------ |
| Număr de persoane: | 2060 | 2176   | 2155   | 2160   |
| Diferență:         |      | +5,63% | −0,96% | +0,23% |

| An:                | 2023 | 2024   |
| ------------------ | ---- | ------ |
| Număr de persoane: | 2181 | 2160   |
| Diferență:         |      | −0,96% |